# Кеть
Кеть (южносельк. Ӄэт, Ӄэ̄т; в верховье — Большая Кеть) — река в Сибири, правый приток Оби.

## Этимология
По оценке В. А. Никонова, гидроним мог произойти от этнонима кеты, но могло быть и наоборот — народность получила название по реке. С гипотезой о первичности гидронима не согласен Е. М. Поспелов: по его мнению, этноним кеты происходит от кет — «человек», река не могла так называться.

## География
Длина — 1621 км, площадь бассейна — 94,2 тыс. км². Берёт начало из болот Обь-Енисейского водораздела. Протекает по Западно-Сибирской равнине, по территориям Красноярского края и Томской области. До впадения реки Орловки очень извилиста, ниже разбивается на многочисленные протоки, которые изобилуют перекатами и в низкую воду нередко пересыхают. В Обь Кеть впадает двумя рукавами — Тогурская Кеть (ниже города Колпашево) и Копыловская Кеть, текущая вдоль Оби до Нарыма.
Среднемноголетний годовой сток — 560 м³/с, 17,7 км³/год. Половодье с мая по август. Замерзает в конце октября — начале ноября, вскрывается в конце апреля — начале мая.

## Притоки
- Правые — Шайтанка, Ивашкова, Сочур, Кельма, Озёрная, Чагисейка, Тоголика, Орловка, Лисица, Красная (?), Алсет, Кузурова, Налимья, Пановская, Чичулина, Толодья, Елтырёва, Парга, Пингасан, Колосок, Пиковка, Пайдугина.
- Левые — Малая Кеть, Красная (?), Еремская, Кельчигейка, Мендель, Стерляжья, Еловая, Олёнка, Кассайга, Катайга, Лайга, Полуденовка, Утка, Чачамга, Карбинская Анга, Суйга, Касатка, Сунгото, Пизик.

## Населённые пункты
Населённые пункты (от слияния Большой и Малой Кети): Маковское, Айдара, Катайга, Усть-Озёрное, Максимкин Яр, Степановка, Макзыр, Клюквинка, Белый Яр, Юдино, Усть-Речка, Родионовка, Типсино, Новоселово, Волково, Тогур, Копыловка.

## История
В 1596 году на реке Кеть был основан Нарымский острог, в 1602 году в верховьях реки — Кетский острог, казаки которых собирали ясак (дань пушниной) с местных жителей (остяки — кеты и селькупы).
В конце XIX века был сооружён Обь-Енисейский канал, соединивший реку бассейна Кети Ломоватую с рекой Кас Енисейского бассейна. Из-за расширения Транссиба этот водный путь не приобрёл практического значения и был закрыт при советской власти.